# Katarzyna Handzlik-Bąk
Katarzyna Elżbieta Handzlik-Bąk (ur. 1975) – polska plastyczka, absolwentka Wydziału Ceramiki i Szkła wrocławskiej Akademii Sztuk Pięknych, gdzie uzyskała również tytuł doktora i doktora habilitowanego sztuki. Zawodowo związana z Wydziałem Sztuki i Nauk o Edukacji Uniwersytetu Śląskiego. Jest profesorem w Instytucie Sztuk Plastycznych, gdzie prowadzi autorską Pracownię Sztuki Przedmiotu.
Jej twórczość skupiona jest wokół działań przestrzennych, asamblażu oraz ready-mades, zajmuje się ponadto kolażem i małą formą graficzną, w szczególności ekslibrisem. Autorka kilkudziesięciu wystaw indywidualnych w Polsce, Wielkiej Brytanii i Finlandii, uczestniczyła w wielu prezentacjach międzynarodowych w Europie, Azji i Ameryce Północnej.
Jest członkiem Związku Polskich Artystów Plastyków oraz Deutsche Exlibris Gesellschaft. Laureatka nagrody „OscarUś” w kategorii artysta (2016) przyznawanej przez studentów Uniwersytetu Śląskiego.